# Geografia dell'Ecuador

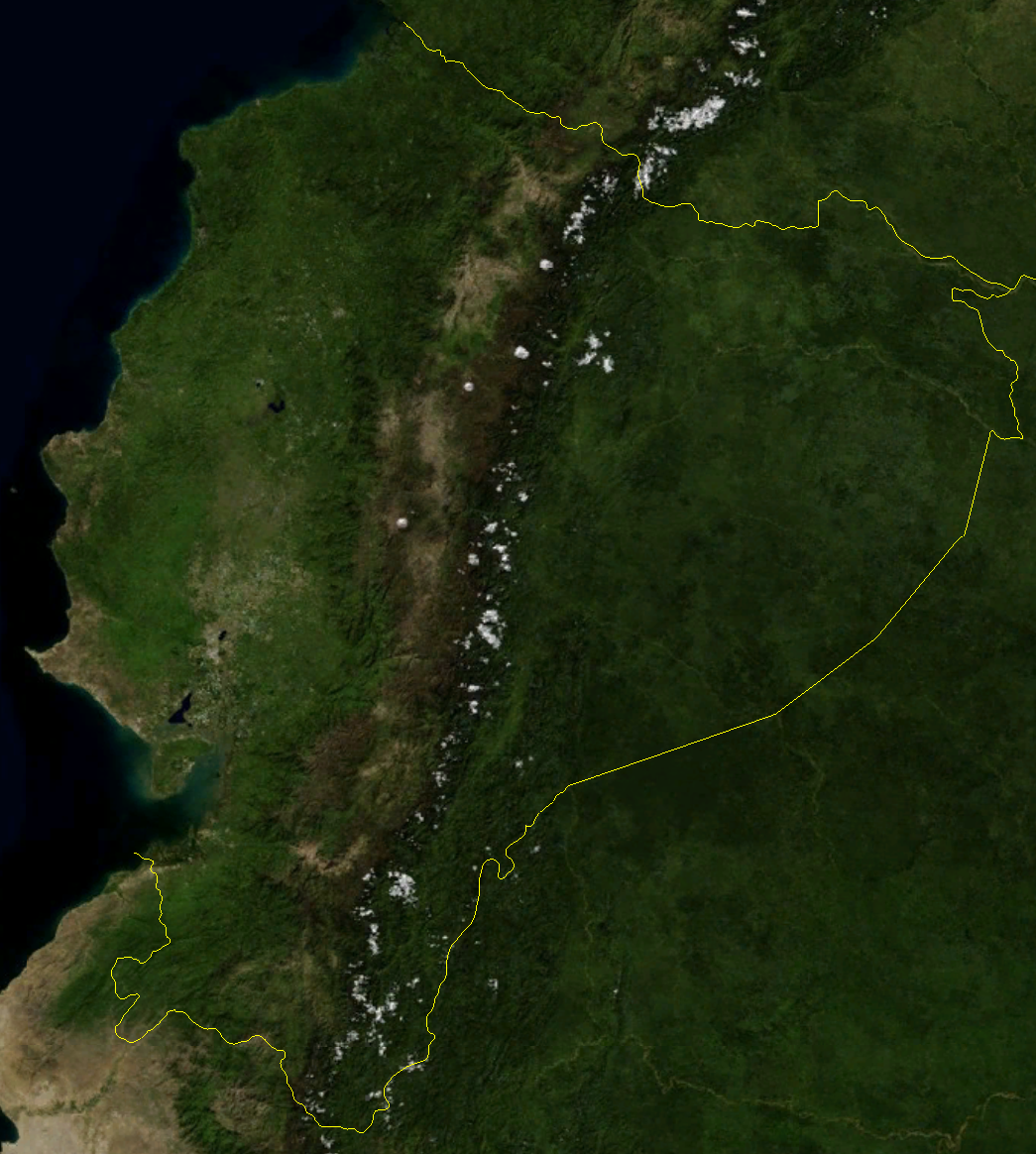
Immagine satellitare dell'Ecuador.

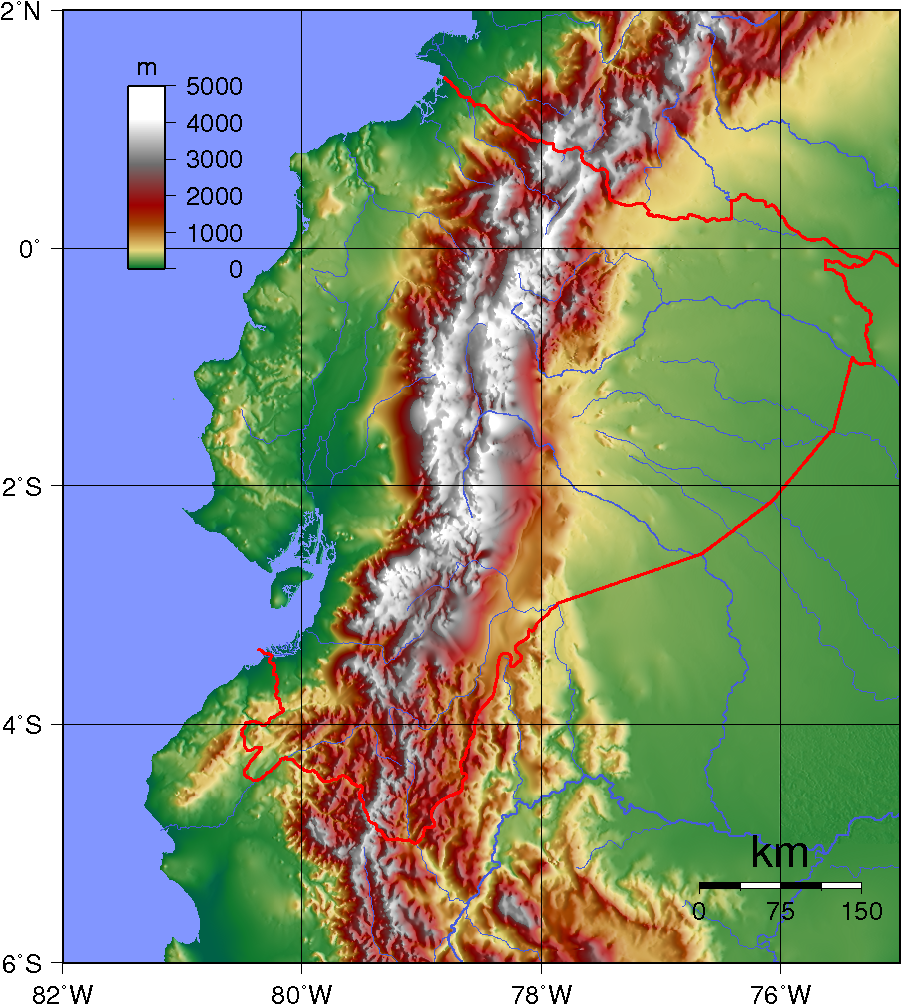
Topografia dell'Ecuador

L'Ecuador è un paese dell'America meridionale posto tra la Colombia ed il Perù e l'oceano Pacifico. È attraversato dall'equatore, da cui il nome. La superficie del paese è di 283.560 km² di cui 276.840 km² di terra e 6.720 km² di acqua. Ha 2.010 km di frontiera: con il Perù (1.420 km) a sud e ad est e con la Colombia (590 km) al nord. Ad ovest vi sono 2.237 km di coste sull'oceano Pacifico. L'altezza del suo territorio varia dal livello del mare e fino ai 6.267 m del monte Chimborazo.

## Suddivisioni
L'Ecuador dal punto di vista amministrativo è diviso in 24 province, a loro volta suddivise in 221 cantoni. Esiste poi una divisione in quattro regioni geografiche, che in alcune circostanze comportano differenze anche dal punto di vista istituzionale, e non solo geografico e climatico, come ad esempio il periodo differente dell'anno scolastico nella sierra e nella costa.
L'Ecuador può essere diviso in quattro regioni:
- La costa, la zona costiera nella parte occidentale del paese costituita da terreni alluvionali e da una modesta catena montuosa, è l'area del bacino del fiume Guayas e comprende tutti i territori a ovest della catena andina.
- La sierra, la regione andina nella parte centrale del paese caratterizzata da due catene montuose e dall'altopiano compreso fra di esse.
- L'oriente, cioè l'area che comprende le pendici orientali delle Ande e i bassopiani appartenenti al bacino dell'Amazzonia
- La regione insulare che comprende le isole Galápagos.

### La Costa

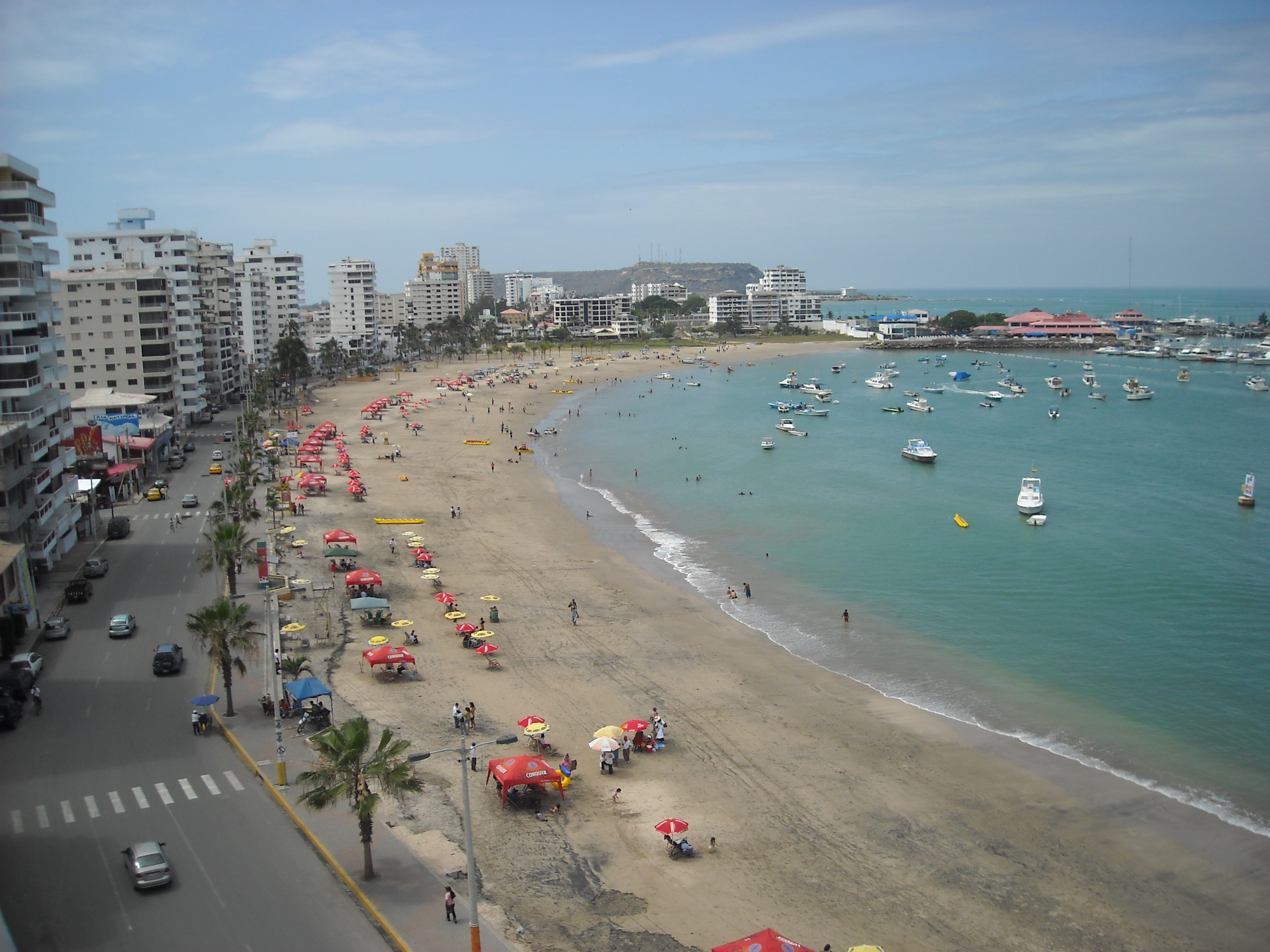
La riviera di Salinas

La costa comprende la piana litoranea sedimentaria nella parte occidentale del paese e caratterizzata da una fascia di pianure costiere di origine alluvionale seguita, inoltrandosi nell'interno, dalla Cordigliera Costanera una modesta catena montuosa (massima elevazione a 800 metri s.l.m.) un tempo ricoperta di foreste e ora sfruttata con vaste piantagioni di banane, palme, caffè e cacao che si estendono fino ai piedi delle Ande. 
La folta vegetazione di mangrovie che un tempo caratterizzava la costa è stata in parte eliminata per far spazio ad allevamenti di crostacei in acquacoltura. La costa comprende un po' più di un quarto della superficie del paese, qui si trova la città di Guayaquil, la più popolosa e il principale porto dell'Ecuador.
Nella parte meridionale si trova la vasta penisola di Santa Elena, più a sud sul delta del fiume Guayas si trova il già citato porto di Guayaquil, la città dà il nome all'Golfo di Guayaquil nel quale si trovano anche alcune isole. La zona meridionale appartiene geograficamente alla zona desertica che si estende poi più ampiamente in Perù, il clima in questa parte è notevolmente più arido rispetto alla zona costiera settentrionale. La netta separazione climatica fra settentrione e meridione è data dalla corrente di Humboldt che scorre circa alla latitudine della città di Manta.

### La Sierra

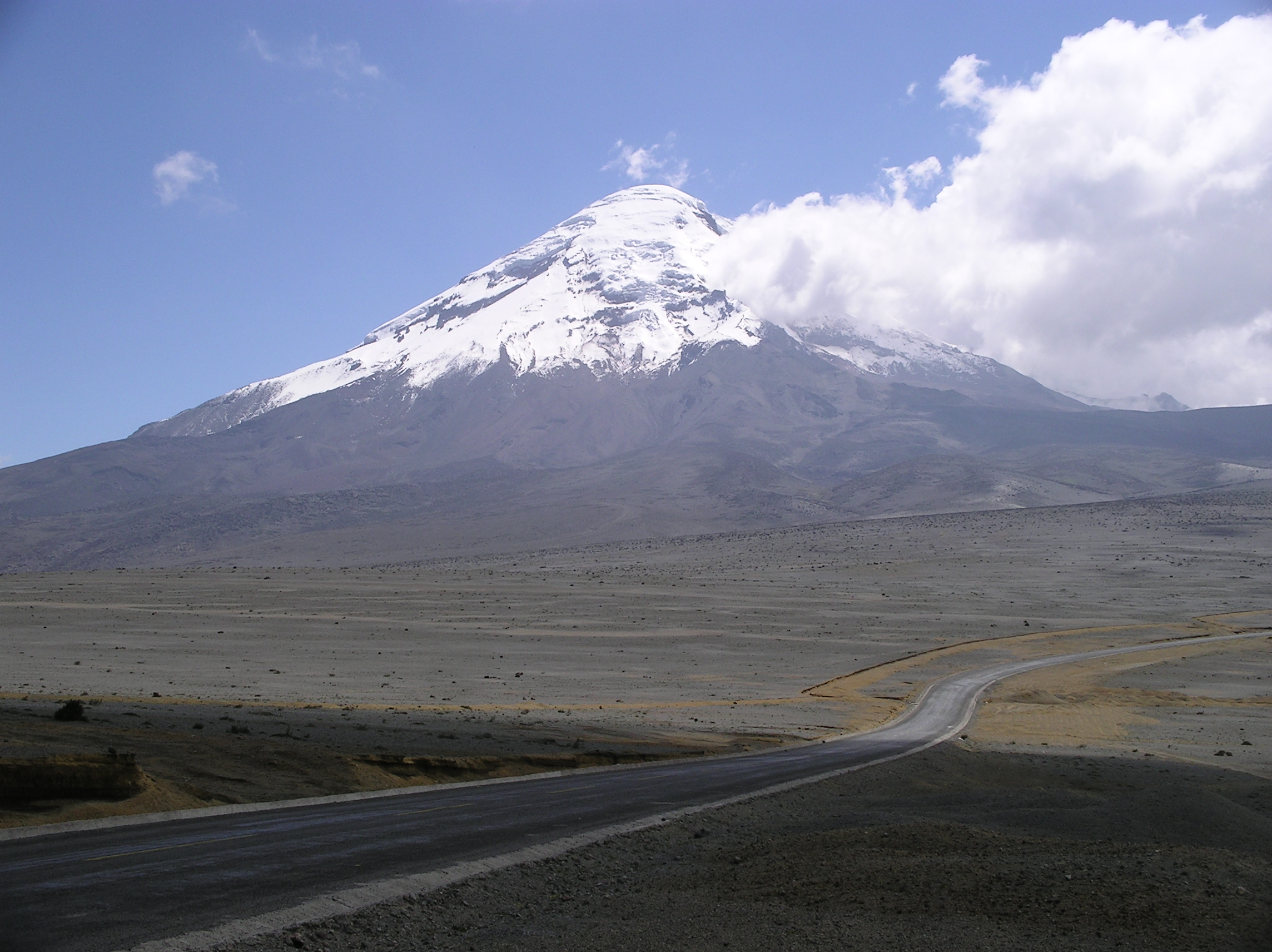
Il Chimborazo visto da nord-ovest

La Sierra (la montagna) è composta da una doppia cordigliera parallela di vulcani elevati e di massicci. Vi è la Cordigliera occidentale con il vulcano più elevato del paese, il Chimborazo che culmina a 6.310 m. Vi è la Cordigliera orientale (detta anche reale) la quale possiede più di dodici picchi vulcanici alti almeno 5.000 metri. Queste due cordigliere sono separate da una fossa mediana (chiamata il Corridoio Andino) che è una successione di bacini di riempimento come quello di Quito.
Il clima, addolcito dall'altitudine, permette agli agricoltori di coltivare nelle valli fertili tutte le specie di frutta, di legumi e di cereali. L'allevamento è anche sviluppato ma si limita al mercato locale. La temperatura varia tra i 7 °C ed i 21 °C.

### L'Oriente
L'Oriente (detta anche giungla orientale o Regione amazzonica) copre circa la metà del territorio. È una regione coperta da una densa foresta tropicale. Le temperature si avvicinano ai 38 °C e le precipitazioni annuali si attestano sui 4.000 mm; questo rende l'Oriente la regione più calda e più umida del paese. Nella regione vi sono grandi parchi nazionali per preservare certe zone della foresta.

### Regione insulare

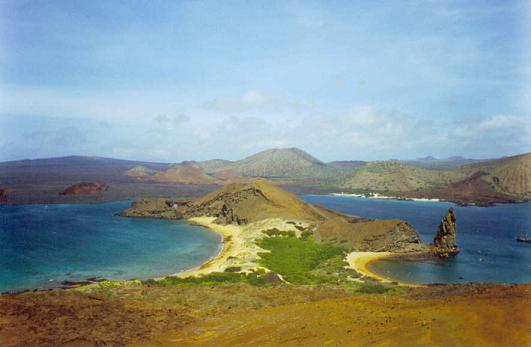
L'Isla Bartolomé, Galápagos

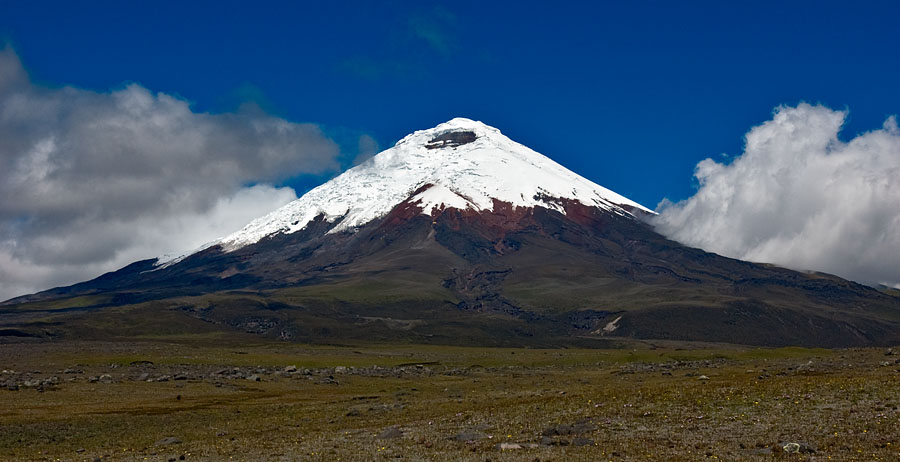
Il vulcano Cotopaxi

Le isole Galápagos compongono la regione insulare dell'Ecuador e comprendono 15 isole principali, 3 più piccole e un centinaio di isolotti. Esse sono la parte emergente di edifici vulcanici per la maggior parte spenti. Esse sono situate nell'oceano Pacifico a circa 1.000 km ad ovest di Guayaquil. Tutto l'arcipelago è un parco nazionale.

## Geografia fisica

### Orografia

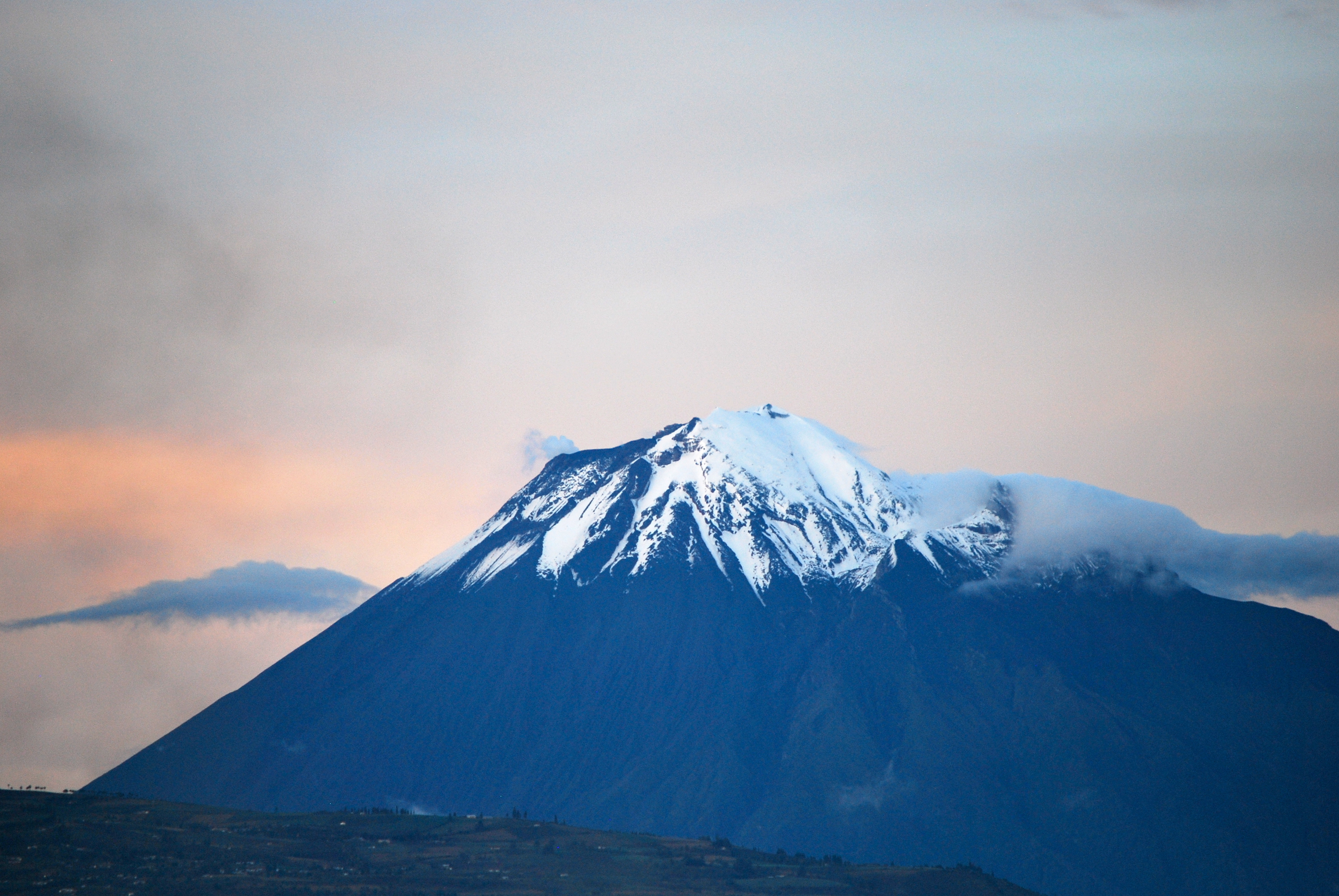
Il vulcano Tungurahua, nei pressi di Riobamba.

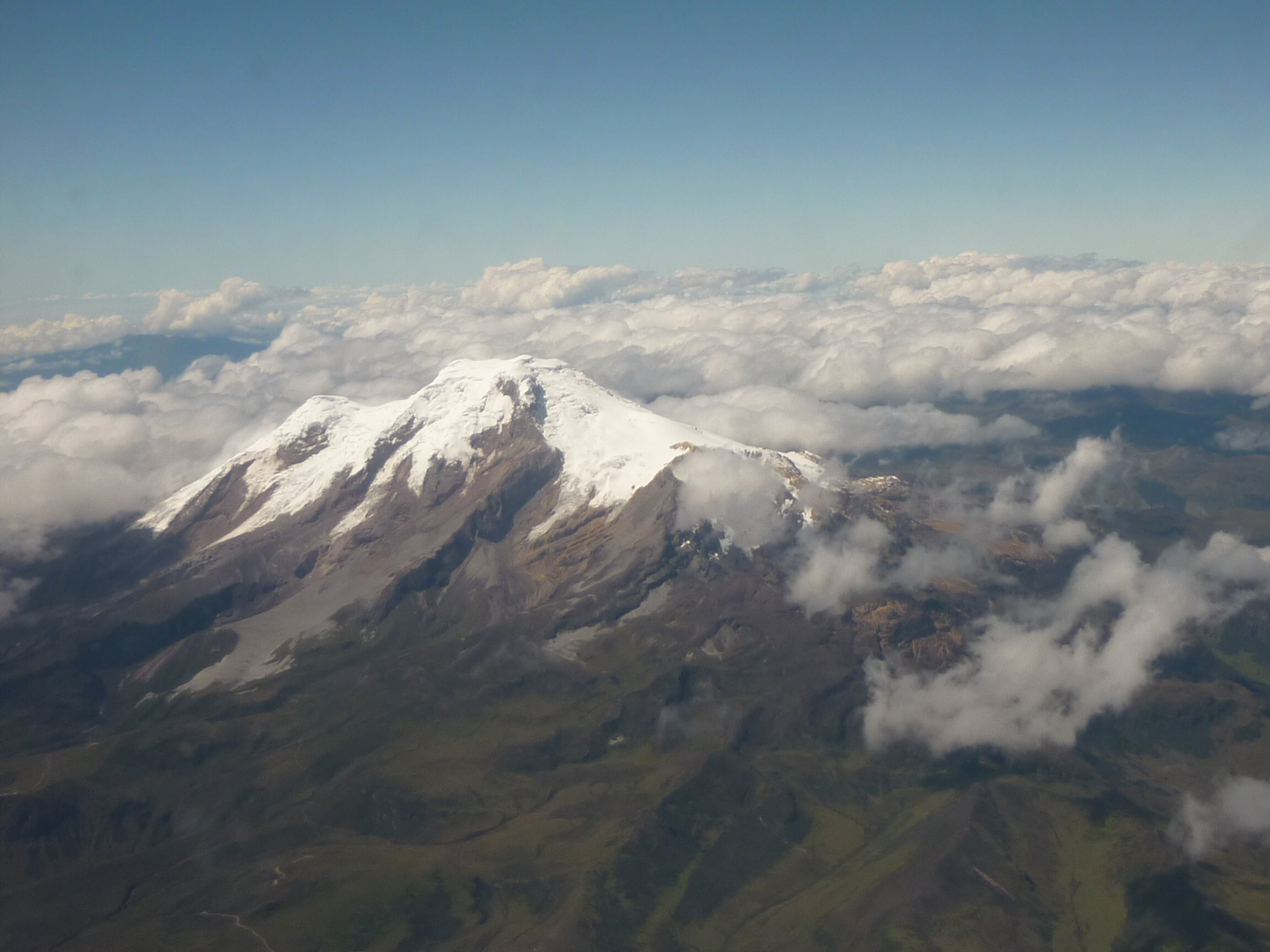
Vista aerea del vulcano Cayambe

Per quanto riguarda i rilievi, si possono distinguere tre principali regioni in Ecuador: la pianura a nord del Golfo di Guayaquil, la catena andina che scorre da nord a sud al centro del paese, e la vasta area del bacino amazzonico, nell'oriente del paese. Il punto più alto è il Chimborazo, un vulcano spento che, con 6313 metri di altezza è la montagna la cui cima è la più lontana dal centro della Terra, a causa della forma ellittica del pianeta. Il Cotopaxi invece, con i suoi 5987 m s.l.m., è il vulcano attivo più alto al mondo.
Sono 9 le cime ecuadoriane più alte di 5000 metri, 10 se si considerano separati i due picchi delle montagne gemelle dell'Illiniza. Quasi tutte le montagne della lista sotto sono vulcani, molti inattivi:
| Montagna            | Vetta (metri) | Catena montuosa         |
| ------------------- | ------------- | ----------------------- |
| Chimborazo          | 6310          | Cordigliera Occidentale |
| Cotopaxi            | 5897          | Cordigliera Real        |
| Cayambe             | 5790          | Cordigliera Real        |
| Antisana            | 5758          | Cordigliera Real        |
| El Altar/Capac-Urcu | 5319          | Cordigliera Real        |
| Iliniza Sur         | 5263          | Cordigliera Occidentale |
| Sangay              | 5230          | Cordigliera Real        |
| Iliniza Norte       | 5116          | Cordigliera Occidentale |
| Tungurahua          | 5023          | Cordigliera Real        |
| Carihuairazo        | 5018          | Cordigliera Occidentale |
| Cotacachi           | 4944          | Cordigliera Occidentale |
| Sincholagua         | 4873          | Cordigliera Real        |
| Corazón             | 4782          | Cordigliera Occidentale |
| Pichincha           | 4776          | Cordigliera Occidentale |
| Cerro Soroche       | 4730          | Cordigliera Real        |
| Chiles              | 4,723         | Cordigliera Occidentale |
| Rumiñahui           | 4,722         | Interandino             |
| Imbabura            | 4,621         | Interandino             |
| Cerro Hermoso       | 4,571         | Cordillera Real         |
| Atacazo             | 4,455         | Cordigliera Occidentale |
| Pasochoa            | 4,199         | Interandino             |
| Sumaco              | 3,780         | Amazzonia               |
| Reventador          | 3,562         | Amazzonia               |

#### Vulcani

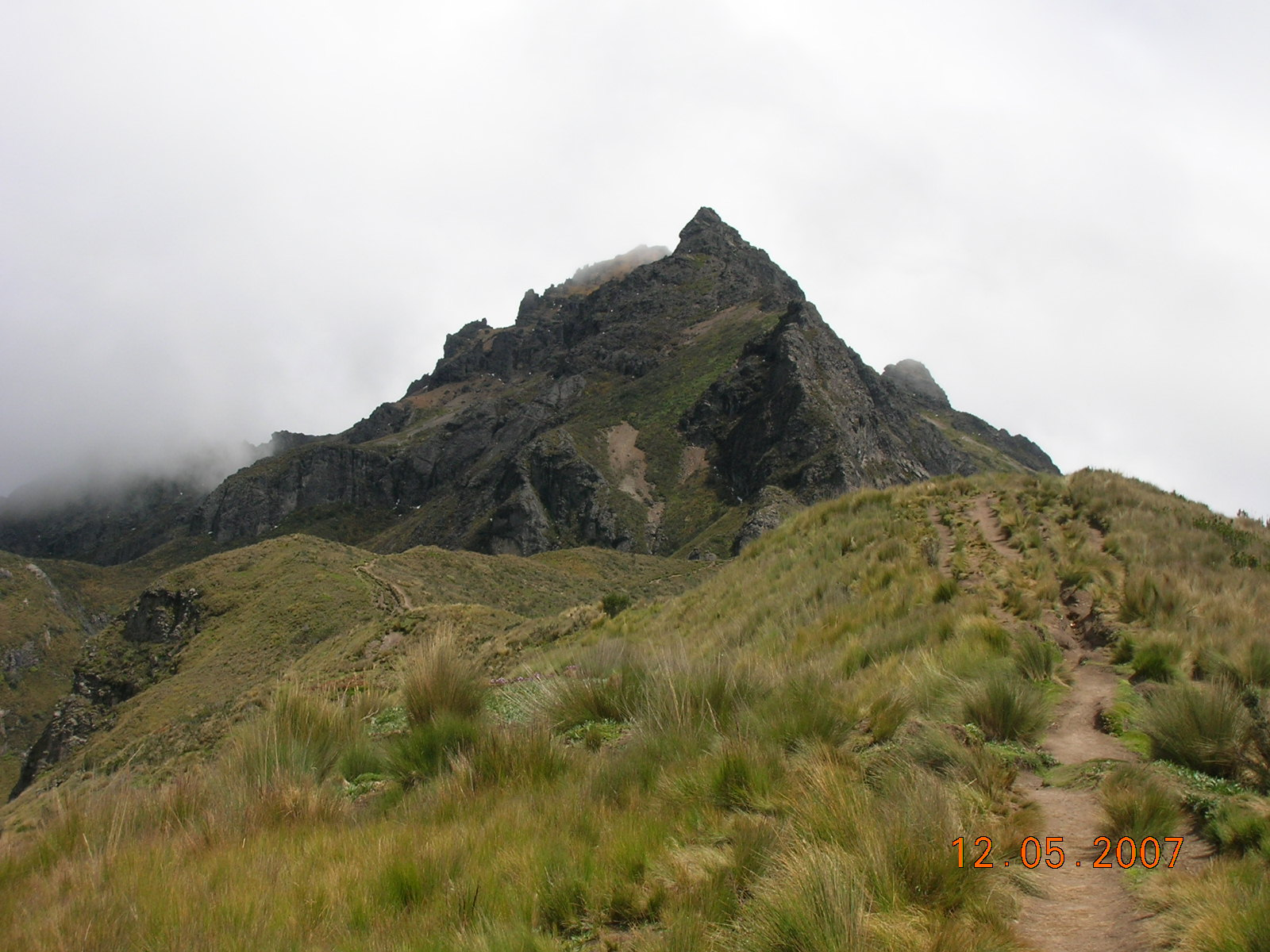
Il vulcano Pichincha

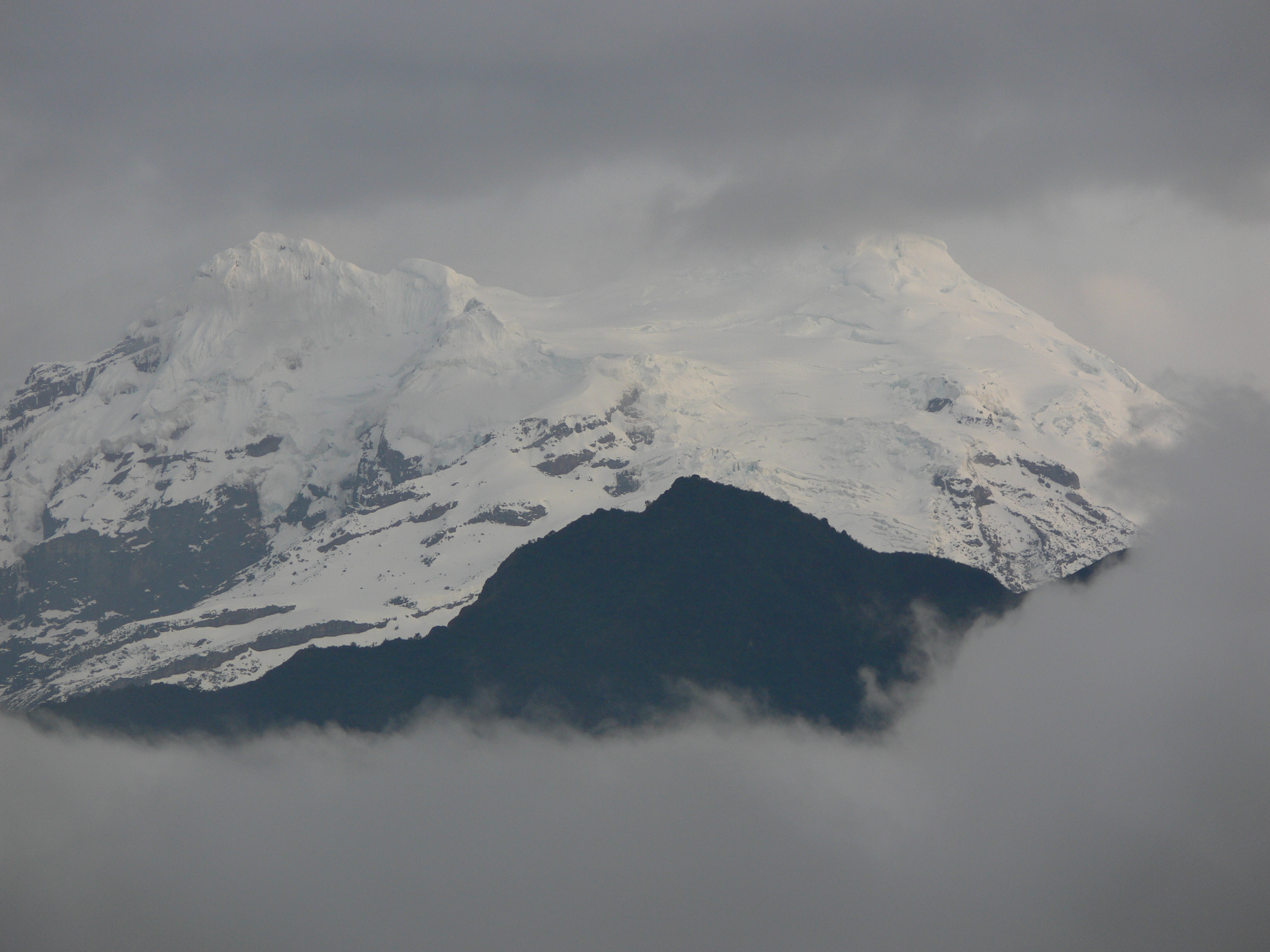
Il vulcano Antisana

Numerosi sono i vulcani dell'Ecuador, molti sono inattivi ed estinti ma diversi sono ancora attivi, come il Cotopaxi, che ha avuto l'ultima vera eruzione nel 1904, mentre molto più recenti sono quelle del Sangay, del Pichincha e del Tungurahua, che hanno avuto l'ultima eruzione nel XXI secolo, in particolare il Tungurahua ha avuto episodi violenti tra il 2006 e il 2012, mentre il Pichincha nel 1999 coprì Quito di uno strato di cenere, data la vicinanza alla capitale ecuadoriana.
Sotto, una lista di alcuni dei vulcani attivi o comunque non completamente spenti dell'Ecuador, che hanno registrato qualche eruzione o attività nelle ultime centinaia di anni, in ordine della più recente attività.
- Tungurahua (5.023 m) - ultima eruzione nel 2014
- Sangay (5.230 m) - ultima eruzione nel 2004
- Guagua Pichincha (4.784 m) - ultima eruzione nel 2004
- Reventador (3.485 m) - ultima eruzione nel 2002
- Wolf (1.710 m) sulle Galapagos, ultima eruzione nel 1982
- Sumaco (3.990 m) - ultima eruzione 1933
- Cotopaxi (5.897 m) - ultima eruzione nel 2015, ancora attivo
- Antisana (5.753 m) - ultima eruzione nel 1802
- Cayambe (5.790 m) - ultima eruzione nel 1782, ancora attivo
- Chiles (4.748 m)
- Cuicocha (3.246 m)
- Cerro Negro de Mayasquer (4.445 m)
- Quilotoa (3914 m) - ultima eruzione 800 anni fa
- Soche (3.955 m) - ultima eruzione circa 2000 anni fa

### Idrografia

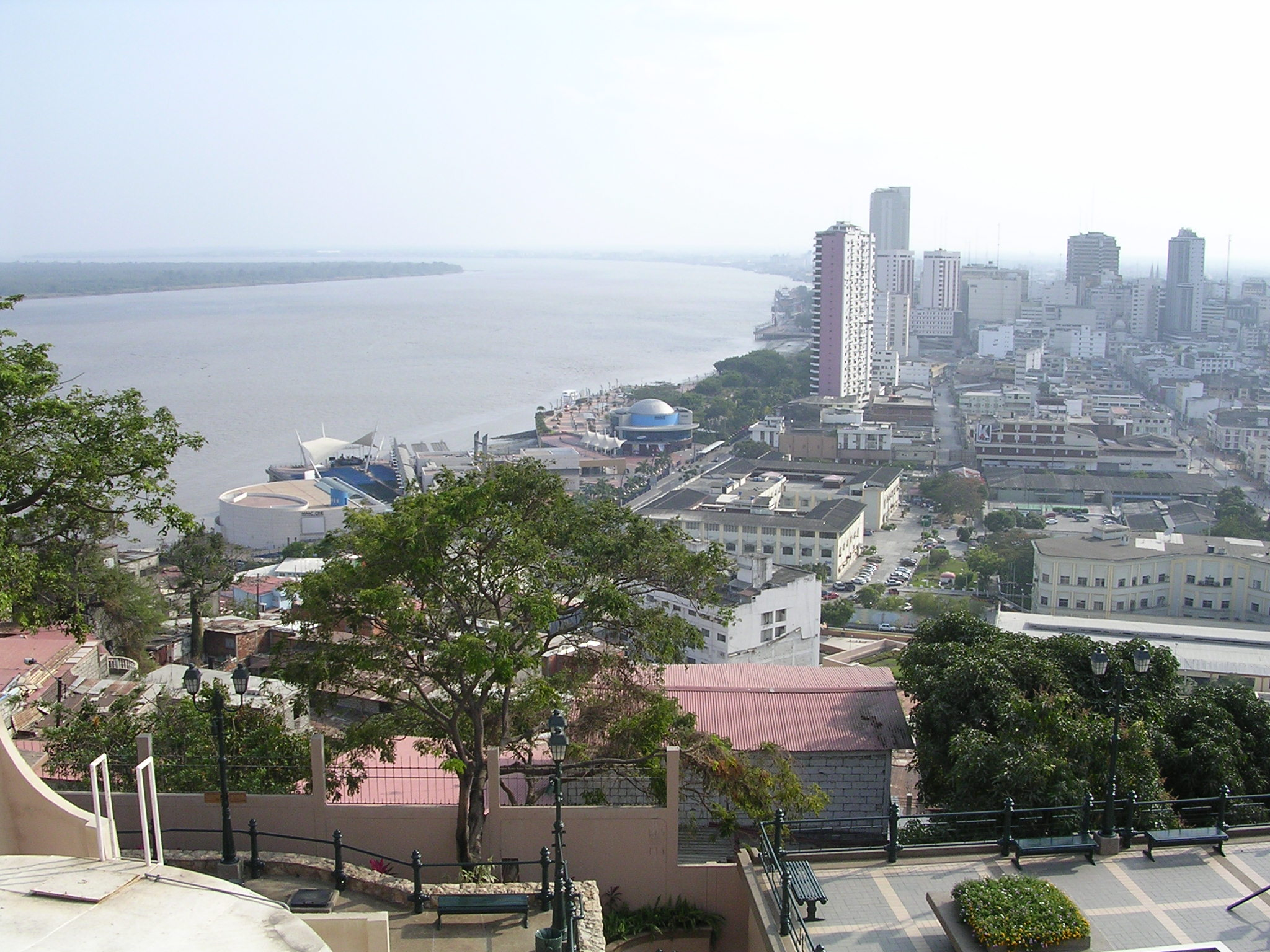
Il fiume Guayas a Guayaquil

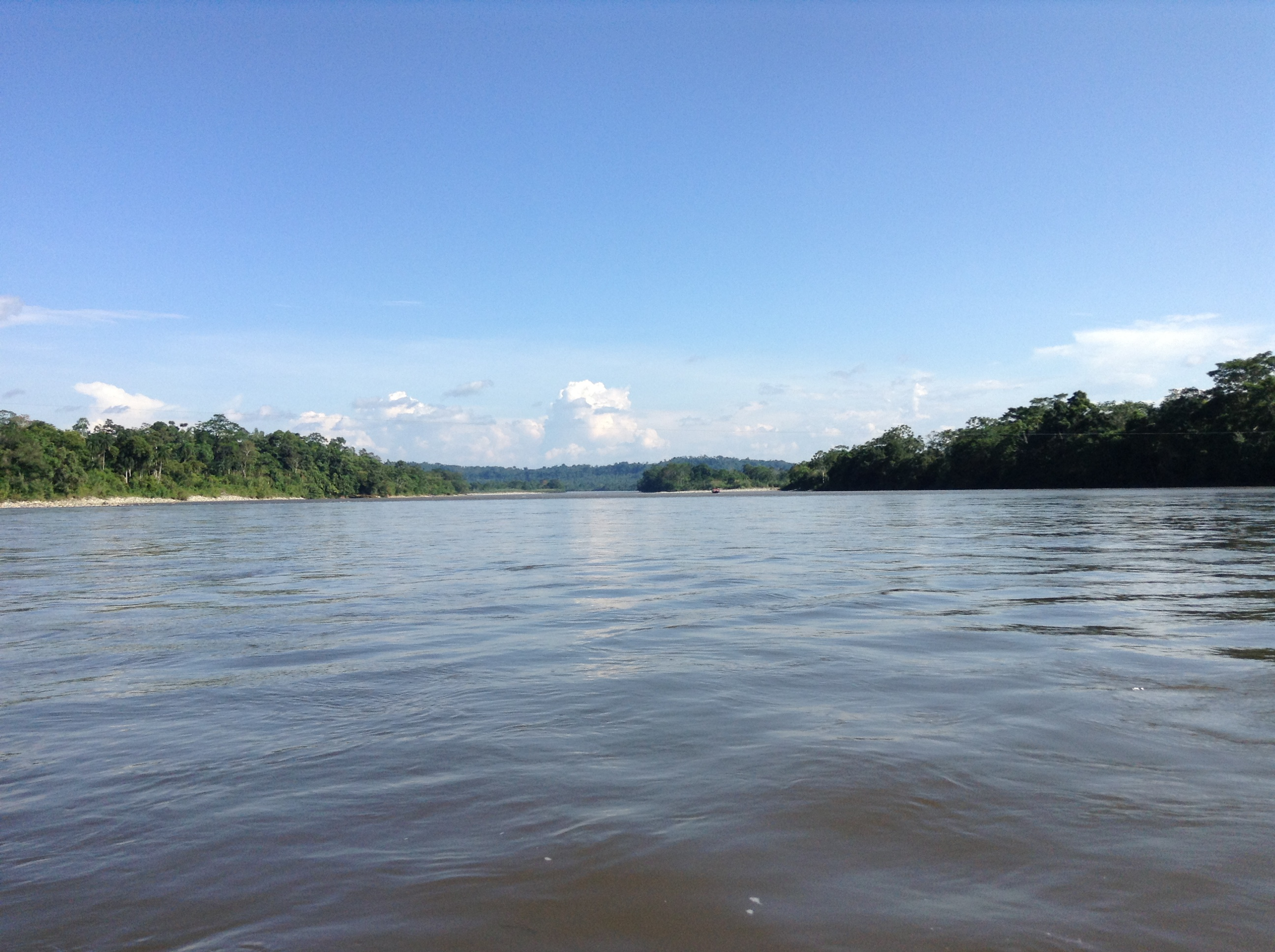
Il fiume Napo (2013)

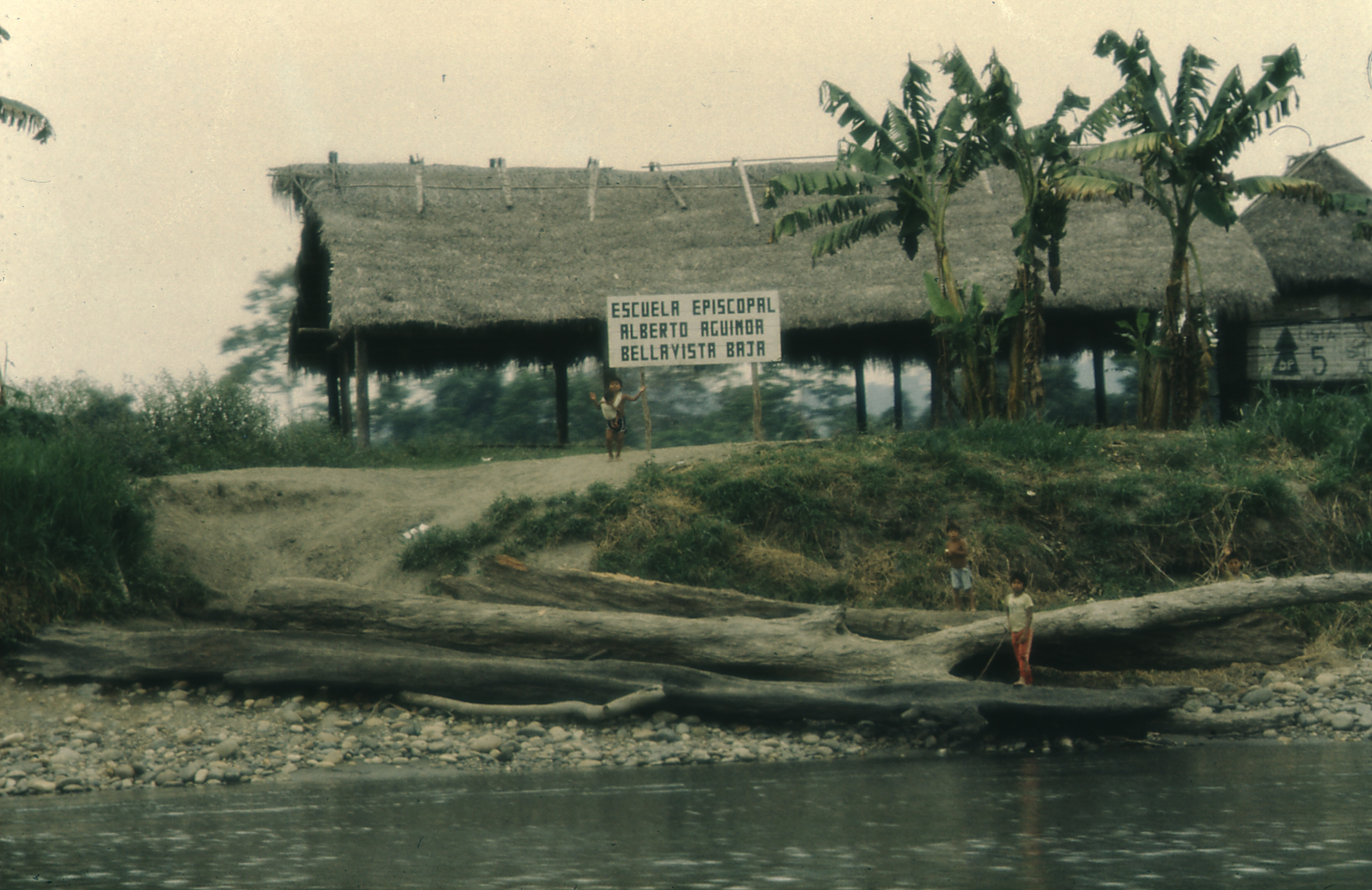
Una scuola di una comunità indigena sulle rive del Rio Napo

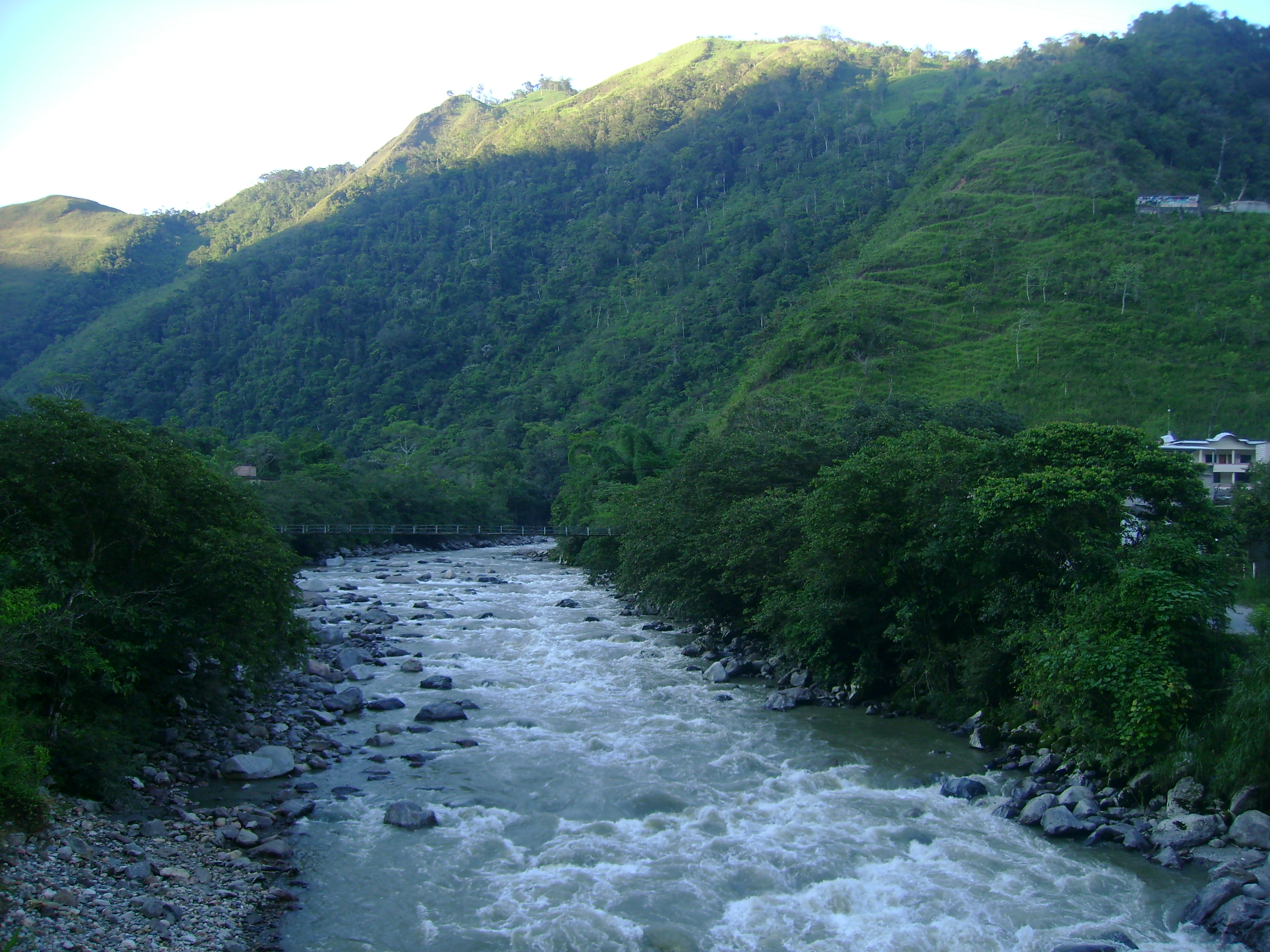
Il Rio Zamora

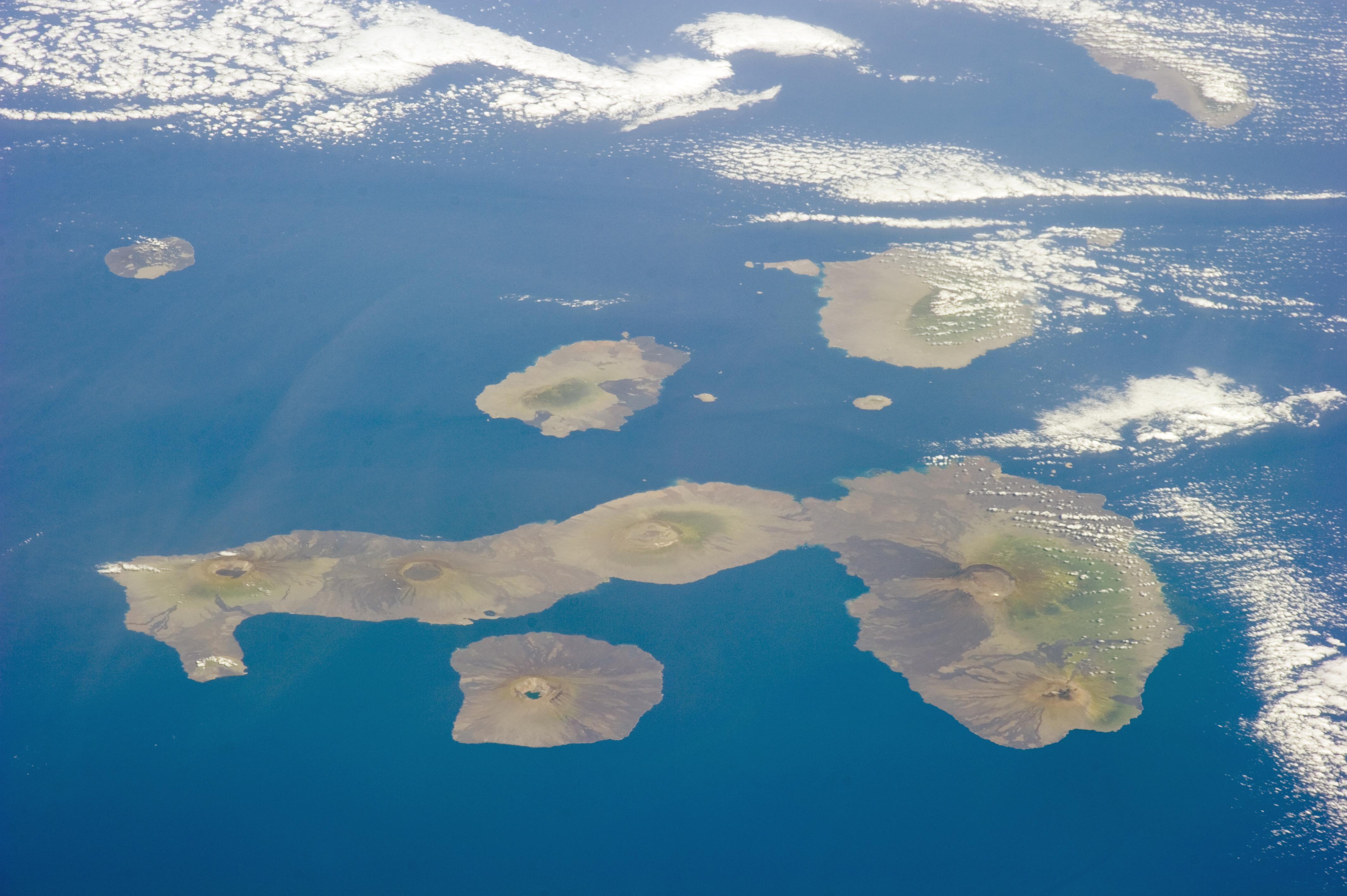
Vista delle Isole Galapagos dalla Stazione spaziale internazionale

Quasi tutti i fiumi dell'Ecuador sorgono nella Cordigliera Andina e scendono o verso l'oceano Pacifico, a ovest, o verso il Rio delle Amazzoni, verso est. Nella regione più esterna della costa i fiumi più piccoli sono alimentati dalle piogge che vanno da novembre a maggio, e possono restare in secca nella stagione secca. Fanno eccezione i più lunghi, che nascendo in alta montagna sono alimentati sia dal disgelo delle nevi sulle cime più alte della cordigliera che dalle piogge che cadono nella sierra. La costa più interna invece è attraversata da fiumi perenni, e le abbondanti piogge della stagione invernale portano spesso inondazioni che talvolta possono portare alla formazione di paludi.
Il più grande bacino idrografico è quello del Guayas, che scorre verso sud e sfocia nel Golfo di Guayaquil. Il fiume e i suoi affluenti hanno un'estensione di 35.000 km2, ed è il più grande bacino idrografico sudamericano del versante pacifico. Non è particolarmente lungo (60 km) ma è formato a monte da numerosi affluenti, tra cui il Babahoyo e il Daule, e nei pressi di Guayaquil il suo estuario diviene largo un paio di chilometri.
Sempre nel versante pacifico, ma che scorre verso nord, c'è il Rio Esmeraldas, lungo 230 km e con un bacino idrografico di 20.000 km2, e che sfocia nei pressi della città di Esmeraldas.
Nel versante orientale, verso il Rio delle Amazzoni, i fiumi più importanti sono il Rio Napo, il Putumayo e il Pastaza.
Numerosi anche i laghi e le lagune, anche se non di grandi dimensioni: Le suggestive Lagunas Verdes, a 3000 m d'altezza, sono tre piccoli laghetti che si sono formati da sorgenti interne del vulcano Chiles, e per questo motivo ricche di zolfo ed altri elementi chimici che le donano un colore verde smeraldo. Anche il Cuicocha si è formato in una caldera, ai piedi del vulcano Cotacachi. Anche la Laguna El Junco, alle Galapagos, è di origine vulcanica e ospita numerose specie protette. La provincia dell'Imbabura ospita numerosi laghi, uno di questi, il Lago San Paolo (Chicapán o Imababocha per gli indigeni), è uno dei più grandi dell'Ecuador ed è diventato un importante centro turistico della zona.

#### Fiumi
- Aguarico
- Babahoyo
- Chira
- Rio Coca
- Corrientes
- Curaray
- Daule
- Rio Esmeraldas
- Guayas
- Mira
- Rio Morona
- Rio Napo
- Rio Pastaza
- Putumayo
- San Miguel
- Rio Santiago
- Tigre
- Vinces
- Zamora
- Jubones

### Isole
Le Galápagos sono senza dubbio l'arcipelago più noto in acque territoriali ecuadoriane, nonostante la loro distanza dalla costa sia di circa 1000 km. Note fin dai tempi di Francisco Pizzarro, divennero famose per la loro biodiversità per gli studi di Charles Darwin, che qui iniziò a elaborare la sua opera L'origine delle specie.
Delle altre isole, la più rilevante è Puná, situata nei pressi del Golfo di Guayaquil, che con circa 920 km2 di superficie è l'isola più vasta in assoluto dell'Ecuador, ed ha una popolazione di circa 20.000 abitanti.